# Phoma draconis
Phoma draconis är en lavart som först beskrevs av Berk. ex Cooke, och fick sitt nu gällande namn av Boerema 1983. Phoma draconis ingår i släktet Phoma, ordningen Pleosporales, klassen Dothideomycetes, divisionen sporsäcksvampar och riket svampar.   Inga underarter finns listade i Catalogue of Life.